# Lista de faculdades e universidades de Vermont
Esta é uma lista das faculdades e universidades do estado de Vermont, onde existem vinte em funcionamento. Entre estas, existem duas universidades, uma escola de arte, uma escola de culinária, uma escola de direito e diversas faculdades. Duas outras escolas fecharam um se fundiram com outras escolas no estado.
A mais velha escola em Vermont é o Castleton State College, fundado em 1787 durante os dias da independente República de Vermont. O mais recente é o Landmark College, fundado em 1984 para atender estudantes com dificuldades de aprendizagem, que também é a faculdade mais cara dos Estados Unidos. A maior instituição do estado é a pública University of Vermont. Já a menor, com 98 estudantes, é a Sterling College, focada em estudos do meio ambiente.
Todas essas escolas são acreditadas pela New England Association of Schools and Colleges, exceto o New England Culinary Institute, que é acreditado pela Accrediting Commission of Career Schools and Colleges.

## Instituições
| Escola                            | Local                      | Controle             | Tipo[a]                           | Estudantes (2005) | Fundada |
| --------------------------------- | -------------------------- | -------------------- | --------------------------------- | ----------------- | ------- |
| Bennington College                | Bennington                 | Privado              | Baccalaureate college             | 725               | 1932    |
| Burlington College                | Burlington                 | Privado              | Baccalaureate college             | 184               | 1972    |
| Castleton State College           | Castleton                  | Público              | Master's university               | 2,392             | 1787    |
| Champlain College                 | Burlington                 | Privado              | Baccalaureate college             | 2,527             | 1878    |
| College of St. Joseph             | Rutland                    | Privado (Católico)   | Master's university               | 475               | 1956    |
| Community College of Vermont      | 12 locations               | Público              | Associate's college               | 5,515             | 1970    |
| Goddard College                   | Plainfield                 | Privado              | Master's university               | 560               | 1938    |
| Green Mountain College            | Poultney                   | Privado (Metodista)  | Baccalaureate college             | 696               | 1834    |
| Johnson State College             | Johnson                    | Público              | Master's university               | 1,866             | 1828    |
| Landmark College                  | Putney                     | Privado              | Associate's college               | 417               | 1984    |
| Lyndon State College              | Lyndonville                | Público              | Baccalaureate college             | 1,364             | 1911    |
| Marlboro College                  | Marlboro                   | Privado              | Baccalaureate college             | 402               | 1946    |
| Middlebury College                | Middlebury                 | Privado              | Baccalaureate college             | 2,455             | 1800    |
| New England Culinary Institute    | Montpelier, Essex Junction | Privado (for-profit) | Special-focus institution         | 523               | 1980    |
| Norwich University                | Northfield                 | Privado              | Master's university               | 2,486             | 1819    |
| Saint Michael's College           | Colchester                 | Privado (Católica)   | Baccalaureate college             | 2,474             | 1904    |
| School for International Training | Brattleboro                | Privado              | Master's university               | 622               | 1965    |
| Southern Vermont College          | Bennington                 | Privado              | Baccalaureate college             | 387               | 1926    |
| Sterling College                  | Craftsbury Common          | Privado              | Special-focus institution         | 98                | 1958    |
| University of Vermont             | Burlington                 | Público              | Research university               | 11,597            | 1791    |
| Vermont College of Fine Arts      | Montpelier                 | Privado              | Uncategorized                     | 225               | 1831    |
| Vermont Law School                | South Royalton             | Privado              | Special-focus institution         | 655               | 1972    |
| Vermont Technical College         | Randolph Center            | Público              | Baccalaureate/Associate's college | 1,356             | 1866    |

## Instituições fora do estado
Duas outras escolas sediadas em outros estados oferecem programas em Vermont:
- A Union Institute & University, em Ohio tem filiais em Brattleboro e Montpelier.[14]
- A Southern New Hampshire University oferece certos programas de graduação em Colchester.[15]

## Instituições fechadas
| Escola                     | Local      | Controle           | Tipo                     | Fundada | Fechada | Ref.   |
| -------------------------- | ---------- | ------------------ | ------------------------ | ------- | ------- | ------ |
| Windham College            | Putney     | Privado            | Escola liberal de artes  | 1951    | 1978    | [ 16 ] |
| Trinity College of Vermont | Burlington | Privado (Católico) | Universidade de Mestrado | 1925    | 2001    | [ 17 ] |